# Dorothy Hartová
Dorothy Hartová (4. dubna 1922 Cleveland – 11. července 2004 Asheville) byla americká herečka a modelka.

## Život

### Mládí a kariéra
Narodila se 4. dubna 1922 ve městě Cleveland ve státě Ohio jako dcera pojišťovacího agenta Waltera C. Harta a jeho ženy Mary Hartové. V mládí navštěvovala soukromou vysokou školu Denison University v Granville, ale po roce studia odešla a nastoupila na Case Western Reserve University, kde získala bakalářský titul Bachelor of Arts (B.A.). Po studiu začala hrát v regionálním divadle Cleveland Play House, kde získala první zkušenosti a rozhodla se prorazit jako zpěvačka.
V roce 1944 se však její kariéra začala ubírat jiným směrem. Její přítelkyně a novinářka poslala její fotografii do soutěže „National Cinderella Cover Girl Contest of 1944“ pořádané filmovým studiem Columbia Pictures a jakmile se Dorothy dozvěděla, že soutěž vyhrála, na studiové náklady se odstěhovala New Yorku a zúčastnila se konkurzu na film Tonight and Every Night (1945). Díky soutěži také získala smlouvu s modelingovou agenturou Harryho Conovera a brzy se jako modelka objevila na titulních stranách spousty časopisů po celém světě.
Dne 25. srpna 1946 podepsala smlouvu se studiem Columbia Pictures a brzy debutovala ve westernu Gunfighters (1947) po boku Randolpha Scotta a Barbary Brittonové. V říjnu 1946 však onemocněla chřipkou a natáčení musela přerušit. O čtyři měsíce později se pro změnu zranila při pádu z koně a tentokrát musela podstoupit i menší operaci.
Téhož roku se objevila také ve fantasy muzikálu Down to Earth s Ritou Hayworthovou a po roli v mysteriózním film-noiru Obnažené město (1948) se vrhla na natáčení dalšího noiru Larceny (1948) pro studio Universal Pictures. Na konci roku se také blýskla ve vedlejší roli v romantické komedii The Countess of Monte Cristo po boku slavné krasobruslařky Sonji Henie a ve své kariéře pokračovala dalšími film-noiry jako například Undertow (1949), Outside the Wall (1950), I Was a Communist for the FBI (1951) či Loan Shark (1952). Párkrát si také zahrála také ve westernech a mezi její slavné role se řadí i role Jane v dobrodružném filmu Tarzan's Savage Fury (1952) s Lexem Barkerem.

### Práce pro OSN a stáří
V roce 1952 se rozhodla ukončit svou hereckou kariéru a začala pracovat pro Asociaci Spojených národů Spojených států amerických v New Yorku. Do výboru řečníků ji jmenovala bývalá první dáma Eleanor Rooseveltová a během let 1957–1958 také přihlížela na zasedání Světové federace v Ženevě. Během 50. let pracovala i pro Mezinárodní červený kříž.
Po odchodu z Hollywoodu však nadále hostovala v několika televizních seriálech i pořadech.
Dorothy Hartová zemřela 11. července 2004 v pečovatelském domě v Asheville v Severní Karolíně na Alzheimerovu chorobu, kterou trpěla několik let. Bylo jí 82 let.
Jejím jediným manželem se v roce 1954 stal vojenský pilot a instruktor Fridrich Pitter, se kterým se jí v roce 1961 narodil syn Douglas Hart Pitter.

## Filmografie (kompletní)

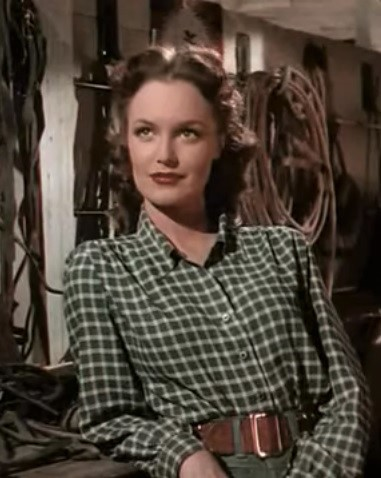
Dorothy Hartová ve filmu GunfightersI (1947)

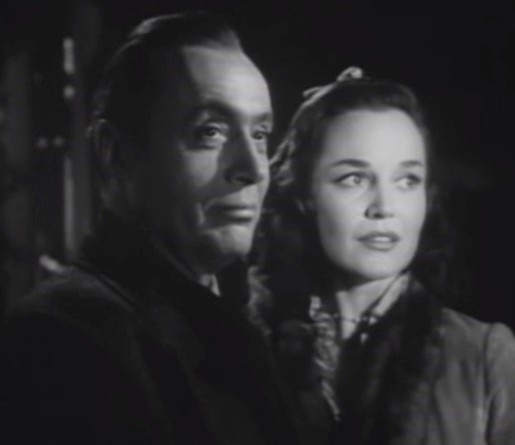
Dorothy Hartová v seriálu Four Star Playhouse (1954)

### Filmy
- 1947 Gunfighters (režie George Waggner)
- 1947 Down to Earth (režie Alexander Hall)
- 1947 The Exile (režie Max Ophüls)
- 1948 Obnažené město (režie Jules Dassin)
- 1948 Larceny (režie George Sherman)
- 1948 The Countess of Monte Cristo (režie Frederick De Cordova)
- 1949 Take One False Step (režie Chester Erskine)
- 1949 Calamity Jane and Sam Bass (režie George Sherman)
- 1949 The Story of Molly X (režie Crane Wilbur)
- 1949 Undertow (režie William Castle)
- 1950 Outside the Wall (režie Crane Wilbur)
- 1951 Raton Pass (režie Edwin L. Marin)
- 1951 I Was a Communist for the FBI (režie Gordon Douglas)
- 1951 Inside the Walls of Folsom Prison (režie Crane Wilbur)
- 1952 Tarzan's Savage Fury (režie Cy Endfield)
- 1952 Loan Shark (režie Seymour Friedman)

### Seriály
- 1953 Robert Montgomery Presents (1 epizoda, režie Norman Felton)
- 1953 Suspence (1 epizoda, režie Robert Mulligan)
- 1953 Broadway Television Theatre (1 epizoda)
- 1953 Armstrong Circle Theatre (1 epizoda, režie Garry Simpson)
- 1953 Medallion Theatre (1 epizoda, režie Garry Simpson)
- 1953 Danger (1 epizoda)
- 1953 Man Against Crime (2 epizody, režie William Berke)
- 1954 Kraft Television Theatre (1 epizoda)
- 1954 Four Star Playhouse (1 epizoda, režie Roy Kellino)
- 1954 The Mask (1 epizoda)
- 1954 Goodyear Television Playhouse (1 epizoda, režie Delbert Mann)
- 1954 The Hunter (1 epizoda, režie William Berke)
- 1955 Omnibus (1 epizoda, režie Tad Danielewski)
- 1955 I Spy (1 epizoda, režie Edward Montagne)